# Colotis protractus
Colotis protractus är en fjärilsart som först beskrevs av Butler 1876.  Colotis protractus ingår i släktet Colotis och familjen vitfjärilar. Inga underarter finns listade i Catalogue of Life.